# Anställningsavtal
Ett anställningsavtal eller arbetsavtal är en överenskommelse mellan arbetsgivare och arbetstagare som sker vid anställning. Ett anställningsavtal kan vara skriftligt eller muntligt till sin karaktär. Parternas avtalsrätt begränsas av lagstiftning (arbetsrätt) och kollektivavtal (som gjorts upp mellan arbetsgivar- och arbetstagarorganisationer).
Ett anställningsavtal är ett personligt avtal mellan arbetstagaren och arbetsgivaren. Avtalet reglerar frågor som lön (s.k. "förmögenhetsfrågor"), men även anställningsförhållandet, där det bland annat krävs att arbetstagaren är lojal mot arbetsgivaren, den så kallade lojalitetsplikten. 
Arbetstagaren får normalt anställningsavtal när överenskommelse om anställningen har träffats, enligt svensk lag senast en månad efter det att arbetstagaren börjat arbeta. Det muntliga avtalet är giltigt under denna period.
Förutom det som finns uttryckt i anställningsavtalet hänvisas det vanligtvis till gällande kollektivavtal.
Skriftliga anställningsavtal innehåller vanligtvis:
- Vem som är arbetsgivare
- Vem som är anställd, dvs. personuppgifter på arbetstagaren (=arbetaren)
- Arbetsplats
- Anställningens tillträdesdag
- Arbetsuppgifter/ yrkesbenämning
- Längd på normal vecka (heltid/deltid)
- Anställningsform och uppsägningstid
- Lön, löneförmåner och hur ofta lönen betalas ut
- Längd på semester och intjänande
- Sekretessavtal
- Övrigt

Saknar arbetsgivaren kollektivavtal bör avtalet vara mer noggrant reglerat, bland annat är det viktigt att avtala om pension och försäkringar.